# Tour Méditerranéen 2006
Il Tour Méditerranéen 2006, trentatreesima edizione della corsa valevole come prova del circuito UCI Europe Tour 2006 categoria 2.1, si svolse in 6 tappe dall'8 al 12 febbraio 2006 per un percorso totale di 562 km, con partenza da Marsiglia e arrivo a Sanremo. Fu vinto dal francese Cyril Dessel dell'AG2R Prévoyance, che si impose in 13 ore 06 minuti e 05 secondi, alla media di 42,89 km/h.
Partenza con 120 ciclisti, dei quali 106 conclusero il tour.

## Tappe
| Tappa  | Data        | Percorso                              | km  | Vincitore di tappa  | Leader cl. generale |
| ------ | ----------- | ------------------------------------- | --- | ------------------- | ------------------- |
| 1ª     | 8 febbraio  | Marsiglia > Marignane                 | 108 | Danilo Napolitano   | Danilo Napolitano   |
| 2ª     | 9 febbraio  | Berre-l'Étang > Tolone-Monte Faron    | 112 | José Iván Gutiérrez | José Iván Gutiérrez |
| 3ª     | 9 febbraio  | La Garde > La Garde (Cron. a squadre) | 18  | Crédit Agricole     | José Iván Gutiérrez |
| 4ª     | 10 febbraio | Saint-Laurent-du-Var > Mentone        | 91  | Cyril Dessel        | Cyril Dessel        |
| 5ª     | 11 febbraio | La Londe-les-Maures > Hyères          | 122 | Matthieu Ladagnous  | Cyril Dessel        |
| 6ª     | 12 febbraio | Sanremo > Sanremo                     | 111 | Elia Rigotto        | Cyril Dessel        |
| Totale | Totale      | Totale                                | 562 |                     |                     |

## Dettagli delle tappe

### 1ª tappa
- 8 febbraio: Marsiglia > Marignane – 108 km

Risultati
| Pos. | Corridore         | Squadra         | Tempo    |
| ---- | ----------------- | --------------- | -------- |
| 1    | Danilo Napolitano | Lampre          | 2h35'33" |
| 2    | Erik Zabel        | Milram          | s.t.     |
| 3    | Mark Renshaw      | Crédit Agricole | s.t.     |

| Pos. | Corridore         | Squadra         | Tempo    |
| ---- | ----------------- | --------------- | -------- |
| 1    | Danilo Napolitano | Lampre          | 2h35'33" |
| 2    | Erik Zabel        | Milram          | s.t.     |
| 3    | Mark Renshaw      | Crédit Agricole | s.t.     |

### 2ª tappa
- 9 febbraio: Berre-l'Étang > Tolone-Monte Faron – 112 km

Risultati
| Pos. | Corridore           | Squadra         | Tempo    |
| ---- | ------------------- | --------------- | -------- |
| 1    | José Iván Gutiérrez | Caisse d'Epar.  | 2h51'05" |
| 2    | Thomas Löfkvist     | Franc. des Jeux | s.t.     |
| 3    | Rinaldo Nocentini   | Acqua & Sap.    | s.t.     |

| Pos. | Corridore           | Squadra         | Tempo    |
| ---- | ------------------- | --------------- | -------- |
| 1    | José Iván Gutiérrez | Caisse d'Epar.  | 5h26'32" |
| 2    | Thomas Löfkvist     | Franc. des Jeux | a 2"     |
| 3    | Rinaldo Nocentini   | Acqua & Sap.    | a 4"     |

### 3ª tappa
- 9 febbraio: La Garde > La Garde – Cronometro a squadre – 18 km

Risultati
| Pos. | Squadra            | Tempo  |
| ---- | ------------------ | ------ |
| 1    | Crédit Agricole    | 18'22" |
| 2    | Française des Jeux | s.t.   |
| 3    | Caisse d'Epar.     | a 2"   |

| Pos. | Corridore           | Squadra         | Tempo    |
| ---- | ------------------- | --------------- | -------- |
| 1    | José Iván Gutiérrez | Caisse d'Epar.  | 5h44'56" |
| 2    | Thomas Löfkvist     | Franc. des Jeux | s.t.     |
| 3    | Pietro Caucchioli   | Crédit Agricole | a 4"     |

### 4ª tappa
- 10 febbraio: Saint-Laurent-du-Var > Mentone – 91 km

Risultati
| Pos. | Corridore         | Squadra         | Tempo    |
| ---- | ----------------- | --------------- | -------- |
| 1    | Cyril Dessel      | AG2R Prév.      | 2h20'17" |
| 2    | Rinaldo Nocentini | Acqua & Sap.    | a 6"     |
| 3    | Aleksandr Bočarov | Crédit Agricole | s.t.     |

| Pos. | Corridore         | Squadra         | Tempo    |
| ---- | ----------------- | --------------- | -------- |
| 1    | Cyril Dessel      | AG2R Prév.      | 8h05'27" |
| 2    | Aleksandr Bočarov | Crédit Agricole | a 3"     |
| 3    | Pietro Caucchioli | Crédit Agricole | a 9"     |

### 5ª tappa
- 11 febbraio: La Londe-les-Maures > Hyères – 122 km

Risultati
| Pos. | Corridore           | Squadra         | Tempo    |
| ---- | ------------------- | --------------- | -------- |
| 1    | Matthieu Ladagnous  | Franc. des Jeux | 2h43'10" |
| 2    | Jimmy Engoulvent    | Crédit Agricole | s.t.     |
| 3    | Aivaras Baranauskas | Agritubel       | s.t.     |

| Pos. | Corridore         | Squadra         | Tempo     |
| ---- | ----------------- | --------------- | --------- |
| 1    | Cyril Dessel      | AG2R Prév.      | 10h48'48" |
| 2    | Aleksandr Bočarov | Crédit Agricole | a 3"      |
| 3    | Pietro Caucchioli | Crédit Agricole | a 9"      |

### 6ª tappa
- 12 febbraio: Sanremo > Sanremo – 111 km

Risultati
| Pos. | Corridore       | Squadra | Tempo    |
| ---- | --------------- | ------- | -------- |
| 1    | Elia Rigotto    | Milram  | 2h17'17" |
| 2    | Daniele Bennati | Lampre  | s.t.     |
| 3    | Erik Zabel      | Milram  | s.t.     |

| Pos. | Corridore         | Squadra         | Tempo     |
| ---- | ----------------- | --------------- | --------- |
| 1    | Cyril Dessel      | AG2R Prév.      | 13h06'05" |
| 2    | Aleksandr Bočarov | Crédit Agricole | a 3"      |
| 3    | Pietro Caucchioli | Crédit Agricole | a 9"      |

## Evoluzione delle classifiche
| Tappa              | Vincitore           | Classifica generale | Classifica scalatori | Classifica a punti  | Classifica giovani |
| ------------------ | ------------------- | ------------------- | -------------------- | ------------------- | ------------------ |
| 1ª                 | Danilo Napolitano   | Danilo Napolitano   | Jimmy Engoulvent     | Danilo Napolitano   | Danilo Napolitano  |
| 2ª                 | José Iván Gutiérrez | José Iván Gutiérrez | Jimmy Engoulvent     | José Iván Gutiérrez | Thomas Löfkvist    |
| 3ª                 | Crédit Agricole     | José Iván Gutiérrez | Jimmy Engoulvent     | José Iván Gutiérrez | Thomas Löfkvist    |
| 4ª                 | Cyril Dessel        | Cyril Dessel        | Jimmy Engoulvent     | José Iván Gutiérrez | Thomas Löfkvist    |
| 5ª                 | Matthieu Ladagnous  | Cyril Dessel        | Jimmy Engoulvent     | José Iván Gutiérrez | Thomas Löfkvist    |
| 6ª                 | Elia Rigotto        | Cyril Dessel        | Jimmy Engoulvent     | José Iván Gutiérrez | Thomas Löfkvist    |
| Classifiche finali | Classifiche finali  | Cyril Dessel        | Jimmy Engoulvent     | José Iván Gutiérrez | Thomas Löfkvist    |

## Classifiche finali

### Classifica generale
| Pos. | Corridore            | Squadra         | Tempo     |
| ---- | -------------------- | --------------- | --------- |
| 1    | Cyril Dessel         | AG2R Prév.      | 13h06'05" |
| 2    | Aleksandr Bočarov    | Crédit Agricole | a 3"      |
| 3    | Pietro Caucchioli    | Crédit Agricole | a 9"      |
| 4    | José Iván Gutiérrez  | Caisse d'Epar.  | a 21"     |
| 5    | Rinaldo Nocentini    | Acqua & Sap.    | a 27"     |
| 6    | Thomas Löfkvist      | Franc. des Jeux | a 47"     |
| 7    | Leonardo Bertagnolli | Cofidis         | a 1'12"   |
| 8    | David Loosli         | Lampre          | a 1'32"   |
| 9    | Bradley McGee        | Franc. des Jeux | a 1'43"   |
| 10   | Remmert Wielinga     | Quick Step      | a 1'59"   |

### Classifica a punti
| Pos. | Corridore           | Squadra         | Punti |
| ---- | ------------------- | --------------- | ----- |
| 1    | José Iván Gutiérrez | Caisse d'Epar.  | 46    |
| 2    | Rinaldo Nocentini   | Acqua & Sap.    | 45    |
| 3    | Erik Zabel          | Milram          | 39    |
| 4    | Cyril Dessel        | AG2R Prév.      | 37    |
| 5    | Pietro Caucchioli   | Crédit Agricole | 35    |

### Classifica scalatori
| Pos. | Corridore             | Squadra         | Punti |
| ---- | --------------------- | --------------- | ----- |
| 1    | Jimmy Engoulvent      | Crédit Agricole | 32    |
| 2    | Hervé Duclos-Lassalle | Cofidis         | 23    |
| 3    | Matthé Pronk          | Unibet.com      | 17    |
| 4    | Thomas Löfkvist       | Franc. des Jeux | 14    |
| 5    | Pietro Caucchioli     | Crédit Agricole | 13    |

### Classifica giovani
| Pos. | Corridore         | Squadra         | Punti     |
| ---- | ----------------- | --------------- | --------- |
| 1    | Thomas Löfkvist   | Fran. des Jeux  | 13h06'52" |
| 2    | Aleksandr Arekeev | Acqua & Sap.    | a 1'27"   |
| 3    | Philippe Gilbert  | Franc. des Jeux | a 1'31"   |
| 4    | Rémi Pauriol      | Crédit Agricole | a 2'02"   |
| 5    | Amaël Moinard     | Cofidis         | a 3'31"   |